# 韋德拉谷
19°24′N 55°36′W / 19.4°N 55.6°W

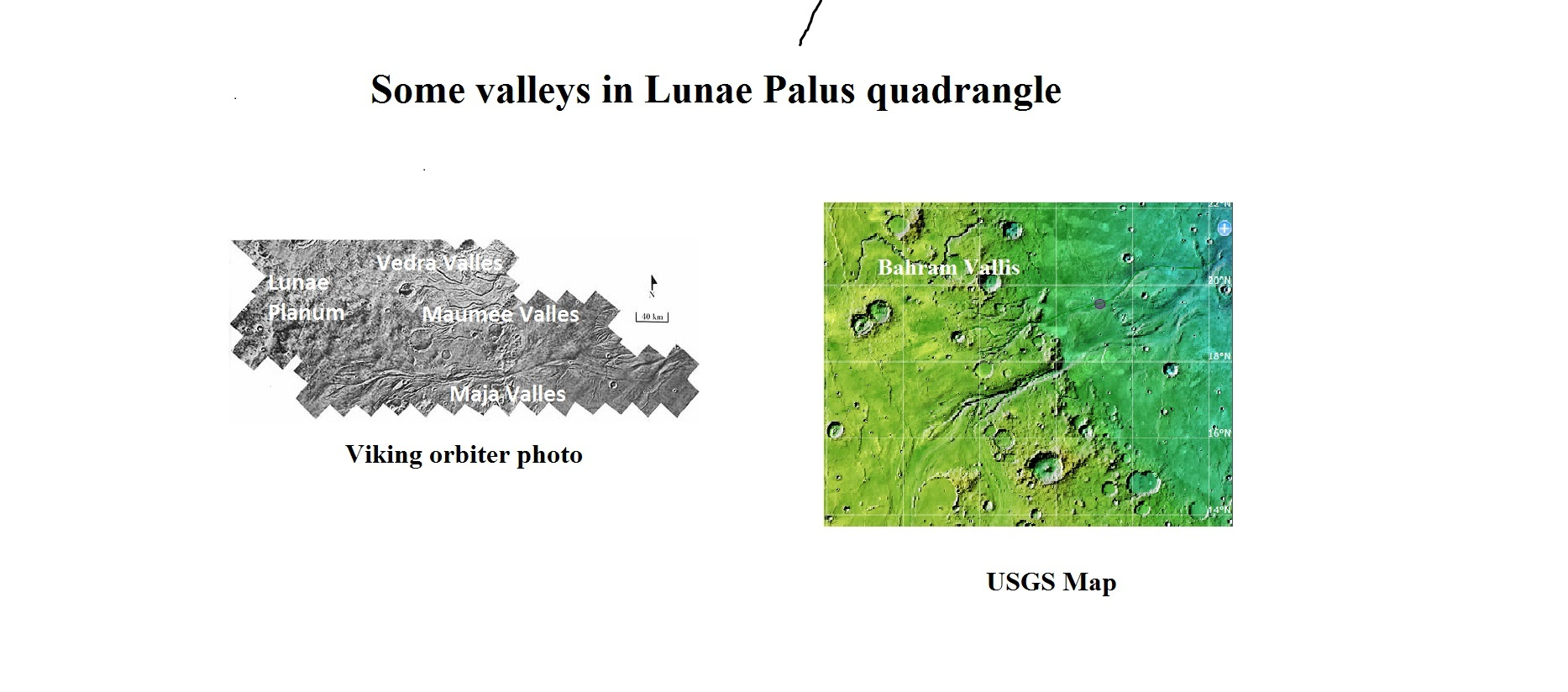
韋德拉谷、茂米谷（Maumee Vallis）和邁亞谷的水流都從影像左側的陸那高原流入右側克里斯平原。位於月沼區。影像由海盜號拍攝

韋德拉谷（Vedra Vallis）是火星上月沼區的一個古老河谷，中心座標19.4° N, 55.6° W。長115.0公里，是以不列顛群島的一條古河流命名。

## 地理
韋德拉谷和其他的古老河谷同樣是火星表面曾經有水流動的證據。 

## 圖集

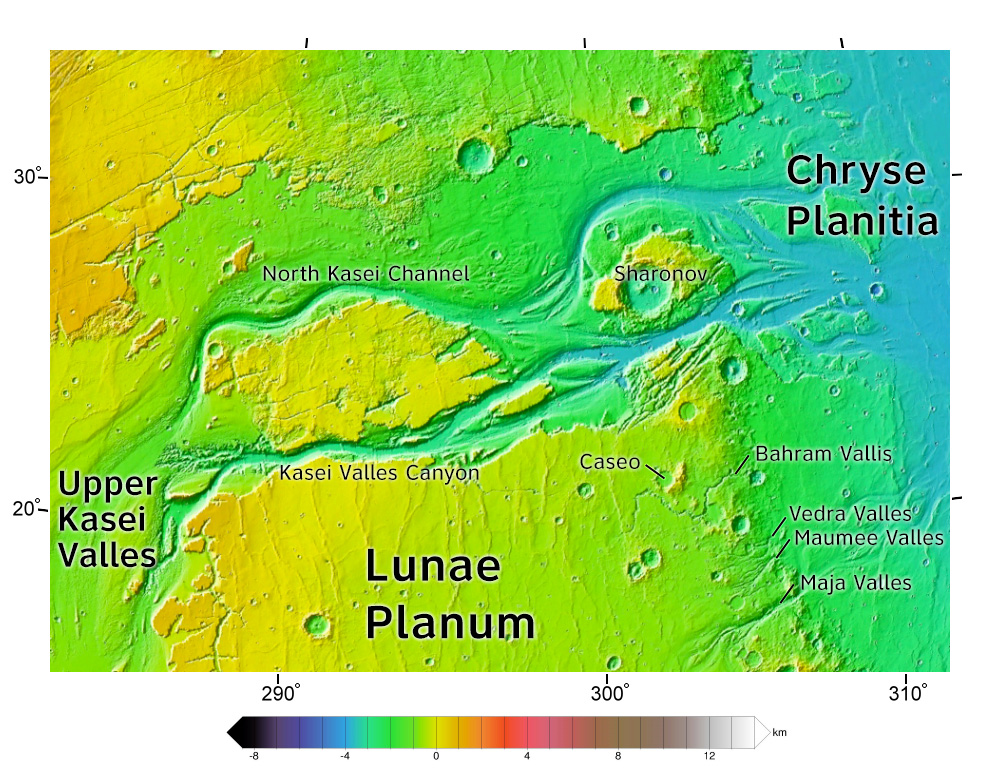
卡塞谷北側邊緣區域。影像中可看出卡塞谷、巴赫拉姆谷、韋德拉谷、茂米谷和邁亞谷的關係。這些河谷的水都流向較低的克里斯平原。